# Казанцево (Таймырский Долгано-Ненецкий район)
Каза́нцево — посёлок, административный центр Казанцевского сельского поселения (сельсовета) Таймырского (Долгано-Ненецкого) района Красноярского края Российской Федерации.
В 45 километрах от Усть-Порта, вниз по течению Енисея, на крутом его берегу стоит небольшой, когда-то красивый, ухоженный и уютный поселок Казанцево. Невысокие деревянные дома в два ряда видны издалека. В них живут, в основном, семьи промысловиков.

## Население
| 2010 |
| ---- |
| 17   |

## Экономика
Почти все жители поселка трудятся в промыслово-рыболовецком хозяйстве. Зимой и летом добывают рыбу, куропаток и зайцев. Вывоз и реализацию продукции осуществляет руководитель хозяйства. Он же обеспечивает рыбаков-охотников всем необходимым для промысла, содержит небольшой магазинчик, куда завозит необходимые жителям поселка товары.
Медицинское обслуживание населения обеспечивает закрепленный за поселком фельдшер районной больницы, которого при необходимости вызывают к больным по рации. Казанцево от центра сельского поселения отделяют всего 32 километра, так что помощь, как правило, приходит незамедлительно.
Казанцевские дети учатся в Усть-Портовской средней школе и живут в пришкольном интернате.